# Ubs
Unbiseptium（化學符號為Ubs）是一種尚未被發現的化學元素，原子序數是127。直到这个元素被发现、确认并确定了永久名称之前，Unbiseptium和Ubs分别为这个元素的暫定系统命名和化学符号。在扩展元素周期表中，Ubs位於第8週期，预测是屬於g區的超锕系元素。它是緊接著Ubh之後的元素，而Ubh預計會是穩定島上最穩定的元素。
Ubs迄今為止仍未被成功合成出來，德國亥姆霍茲重離子研究中心曾在1978年嘗試合成該元素，但並未成功，目前世界各國也尚無嘗試合成Ubs的實驗計畫。

## 命名
該元素的全稱unbiseptium是運用系統命名法命名的佔位符，一直沿用至確認發現了為止。鉲以後的超鈾元素全都是人工合成的，其最終一般以科學家或有關實驗室命名。

## Ubs的合成
位於德國達姆施塔特的UNILAC加速器於1978年曾嘗試過一次合成Ubs，但並未成功。研究人員用氙離子射向自然產生的鉭目標，反應的公式為：
{\displaystyle \,_{73}^{nat}\mathrm {Ta} +\,_{54}^{136}\mathrm {Xe} \to \,^{316,317}\mathrm {Ubs} ^{*}\to } 無原子

### 能產生Z=127複核的目標、發射體組合
下表列出各種可用以產生原子序為127的目標、發射體組合。
| 目標   | 發射體 | CN     | 結果     |
| ------ | ------ | ------ | -------- |
| 180mTa | 136Xe  | 316Ubs | 至今失敗 |
| 181Ta  | 136Xe  | 317Ubs | 至今失敗 |